# Maurice Dufay
 (juin 2021).
La mise en forme du texte ne suit pas les recommandations de Wikipédia : il faut le « wikifier ».
Les points d'amélioration suivants sont les cas les plus fréquents. Le détail des points à revoir est peut-être précisé sur la page de discussion.
- Les titres sont pré-formatés par le logiciel. Ils ne sont ni en capitales, ni en gras.
- Le texte ne doit pas être écrit en capitales (les noms de famille non plus), ni en gras, ni en italique, ni en « petit »…
- Le gras n'est utilisé que pour surligner le titre de l'article dans l'introduction, une seule fois.
- L'italique est rarement utilisé : mots en langue étrangère, titres d'œuvres, noms de bateaux, etc.
- Les citations ne sont pas en italique mais en corps de texte normal. Elles sont entourées par des guillemets français : « et ».
- Les listes à puces sont à éviter, des paragraphes rédigés étant largement préférés. Les tableaux sont à réserver à la présentation de données structurées (résultats, etc.).
- Les appels de note de bas de page (petits chiffres en exposant, introduits par l'outil «  Source ») sont à placer entre la fin de phrase et le point final[comme ça].
- Les liens internes (vers d'autres articles de Wikipédia) sont à choisir avec parcimonie. Créez des liens vers des articles approfondissant le sujet. Les termes génériques sans rapport avec le sujet sont à éviter, ainsi que les répétitions de liens vers un même terme.
- Les liens externes sont à placer uniquement dans une section « Liens externes », à la fin de l'article. Ces liens sont à choisir avec parcimonie suivant les règles définies. Si un lien sert de source à l'article, son insertion dans le texte est à faire par les notes de bas de page.
- La présentation des références doit suivre les conventions bibliographiques. Il est recommandé d'utiliser les modèles {{Ouvrage}}, {{Chapitre}}, {{Article}}, {{Lien web}} et/ou {{Bibliographie}}. Le mode d'édition visuel peut mettre en forme automatiquement les références.
- Insérer une infobox (cadre d'informations à droite) n'est pas obligatoire pour parachever la mise en page.

Pour une aide détaillée, merci de consulter Aide:Wikification.
Si vous pensez que ces points ont été résolus, vous pouvez retirer ce bandeau et améliorer la mise en forme d'un autre article.
Pour les articles homonymes, voir Dufay.
Maurice Dufay, né le 29 juillet 1923 à Montpellier et décédé le 2 septembre 1994 à Sens, est un physicien français, spécialiste de physique atomique et moléculaire. Il est le créateur, puis le directeur (1972-1984) du Laboratoire de Spectrométrie Ionique et Moléculaire, laboratoire associé entre l’Université Lyon1 et le CNRS. En 2013, ce laboratoire (environ 100 personnes) fusionne avec 2 autres pour créer l’actuel ILM (Institut Lumière Matière)

## Biographie

### Jeunesse et formation
Maurice Dufay est le fils de l’astrophysicien Jean Dufay, Directeur de l’Observatoire de Lyon de 1933 à 1966 et également à partir de 1939 et jusqu’à 1966 de l’Observatoire de Haute Provence.
Maurice Dufay passe sa jeunesse à Lyon et obtient le baccalauréat en 1941 en pleine guerre. Il entre en Mathématiques Supérieures au lycée du Parc de Lyon, mais le lycée est réquisitionné et les classes sont dispersées dans divers établissements de la région. Il entre finalement à l’École polytechnique en 1945 (promotion 1944), le concours 1944 ayant été reporté. Dès l’École Polytechnique, Maurice Dufay profite des vacances ou des permissions pour collaborer avec son père à des expériences de spectroscopie du ciel au crépuscule. À la sortie de Polytechnique il intègre le corps de l’armement, branche aéronautique.

### Premiers travaux
En tant qu’ingénieur de l’armement, Maurice Dufay utilise ses temps libres pour des expériences de Physique à l’Observatoire de Lyon ou de Haute Provence, principalement avec Jean Dufay, mais aussi Marie Bloch, Charles Berthaud sur la spectroscopie des molécules et atomes du ciel nocturne. Maurice Dufay obtient finalement un détachement de l’armée dans un laboratoire de recherche pour se consacrer à la recherche. Ceci lui permet de passer sa thèse le 21 avril 1953 sur le sujet : « Étude de l’émission de la molécule d’azote ionisée et de l’atome neutre d’azote au crépuscule »
En 1960, Maurice Dufay est nommé Professeur à la faculté des sciences de l’université de Lyon et développe rapidement dès 1966 ses recherches sur la « Beam foil spectroscopy » : un faisceau d’ions accéléré traverse une mince feuille de carbone et on observe les niveaux excités des atomes et des ions. Cette technique est créée en 1964 aux États-Unis par Stanley Bashkin à l’Université d’Arizona. Il recrute rapidement de jeunes étudiants qui deviendront le noyau de son équipe comme chercheurs au CNRS ou enseignants-chercheurs à Lyon et à Saint-Étienne. Il participe avec Jean Desesquelles à la première conférence sur la «Beam foil Spectroscopy» en 1967 à Tucson en Arizona.
Le groupe est rapidement reconnu au niveau international et accueille à Lyon professeurs invités, post-docs, visiteurs dont certains sont connus, notamment Gordon Berry (1971-1972), Joshua Silver (1972-1973), Helmut Winter (1975-1976). La 5ème conférence internationale de Beam foil Spectroscopy est organisée à Lyon en 1978.

### Création de laboratoire
En 1972, Maurice Dufay regroupe son équipe de "Beam foil Spectroscopy" avec celle de Spectrométrie moléculaire de Jean D’Incan pour créer le laboratoire de Spectrométrie Ionique et Moléculaire, laboratoire de l’université Lyon1 associé au CNRS. Le laboratoire comprend environ 50 personnes (chercheurs, enseignants-chercheurs, techniciens, visiteurs étudiants etc.). Il approchera une centaine de personnes dans les années 2000. Maurice Dufay dirigera ce laboratoire de 1972 à 1984.
En 1979, Maurice Dufay est nommé vice-président de l’université Lyon1. Il imprime sa marque à la stratégie de l’université, mais il échoue à la présidence à la fin de l’année 1980, en grande partie à cause de ses opinions politiques très à gauche.
En 1980, Michel Broyer est nommé Professeur à l’université Lyon 1, il rejoint le laboratoire et développe un nouveau thème de recherche, la spectroscopie des agrégats et des nanoparticules.
En 1984, Maurice Dufay prend sa retraite et se retire à Villeneuve sur Yonne.
En 2013, le laboratoire de Spectrométrie Ionique et moléculaire fusionne avec deux laboratoires de taille comparable pour former l’Institut Lumière Matière.

## Principales fonctions
- Fondateur et Directeur (1972-1984) du Laboratoire de Spectrométrie Ionique et Moléculaire, CNRS et Université Lyon 1, devenu l'Institut Lumière Matière.
- Vice-président de l'Université Claude Bernard Lyon 1 (1979-1980)

## Principales contributions (avec son équipe de recherche)
Spectroscopie du ciel au crépuscule.
Mesure des niveaux d’énergie des ions atomiques et de leurs durées de vie ("Beam foil spectroscopy").
Mesure des battements quantiques entre sous-niveaux hyperfins par "Beam foil spectroscopy".
Premières expériences de spectroscopie sans largeurs Doppler sur faisceaux d’ions accélérés.